# Les Quatre Petits Saints du crime
Les Quatre Petits Saints du crime (Four Faultless Felons) est un recueil de quatre nouvelles policières de G. K. Chesterton publié en 1930.
L'ouvrage comporte un prologue et un épilogue. Il relate l'histoire de quatre hommes qui ont apparemment commis un acte criminel alors que celui-ci peut ne pas s'être produit au sens strict. Ces crimes sont l'assassinat, l'escroquerie, le vol et la trahison.

## Les nouvelles
1. L'Assassin modéré (The Moderate Murderer)
2. Le Charlatan honnête (The Honest Quack)
3. Le Voleur mystique (The Ecstatic Thief)
4. Le Traître fidèle (The Loyal Traitor)

## Traduction française
- G. K. Chesterton, Les Quatre Petits Saints du crime, Éditions l'Âge d'Homme, 1984